# Lista de los Puntos de Acupuntura de los 20 Meridianos

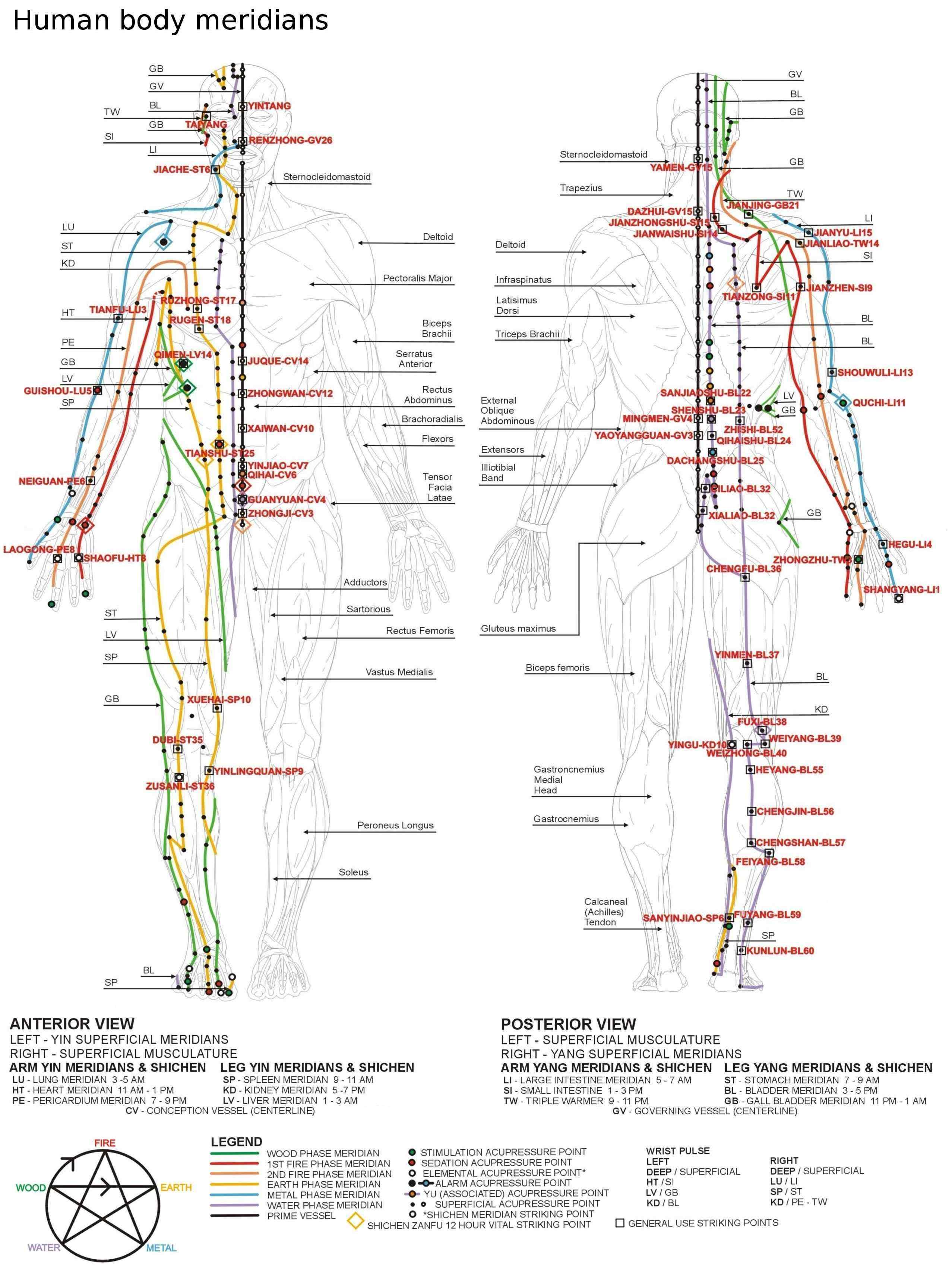
Sistema de meridianos principales con las ubicaciones de los puntos de acupuntura

Este artículo ofrece un recorrido completo por los puntos de acupuntura, detallando sus ubicaciones en el cuerpo y su aplicación en prácticas como la acupuntura, acupresión y otros sistemas terapéuticos basados en la Medicina Tradicional China (MTC) .

## Ubicaciones y bases
La Medicina Tradicional China (MTC), ha identificado más de cuatrocientos puntos de acupuntura, distribuidos principalmente a lo largo de veinte Meridianos Principales -canales cutáneos y subcutáneos-, que recorren todo el cuerpo y, según la MTC, conducen el flujo del Qi. Doce de estos Meridianos, conocidos como "Meridianos Primarios", son bilaterales y se relacionan con distintos órganos internos. Los ocho Meridianos restantes se denominan "Extraordinarios" y también son bilaterales, salvo tres excepciones: uno rodea la cintura, y dos atraviesan el eje medio del cuerpo. De estos meridianos extraordinarios, solo los que recorren la línea media poseen puntos propios. Los otros seis comparten puntos con los Meridianos Primarios. Además, existen puntos que no están incluidos en los catorce Meridianos Principales, sino que forman parte del sistema Jīngluò (經絡). A estos se les conoce como "Puntos Extra".
No hay una base anatómica ni fisiológica que respalde la existencia de los puntos y meridianos de Acupuntura.  En la práctica clínica, su localización se determina mediante una combinación de referencias anatómicas, palpación y la retroalimentación brindada por el paciente.

### Los Doce Meridianos Primarios
| Código | Nombre Chino | Pinyin                      | Inglés           | Español             | Coreano한글  | Vietnamita                 |
| ------ | ------------ | --------------------------- | ---------------- | ------------------- | ------------ | -------------------------- |
| P      | 手太陰肺經   | shǒu tàiyīn fèi jīng        | Lung             | Pulmón              | 수태음폐경   | Thủ thái âm phế            |
| IG     | 手陽明大腸經 | shǒu yángmíng dàcháng jīng  | Large Intestine  | Intestino Grueso    | 수양명대장경 | Thủ dương minh đại trường  |
| E      | 足陽明胃經   | zú yángmíng wèi jīng        | Stomach          | Estómago            | 족양명위경   | Túc dương minh vị          |
| B      | 足太陰脾經   | zú tàiyīn pí jīng           | Spleen           | Bazo                | 족태음비경   | Túc thái âm tỳ             |
| C      | 手少陰心經   | shǒu shǎo yīn xīnjīng       | Heart            | Corazón             | 수소음심경   | Thủ thiếu âm tâm           |
| ID     | 手太陽小腸經 | shǒu tàiyáng xiǎocháng jīng | Small Intestine  | Intestino Delgado   | 수태양소장경 | Thủ thái dương tiểu trường |
| V      | 足太陽膀胱經 | zú tàiyáng pángguāng jīng   | Bladder          | Vejiga              | 족태양방광경 | Túc thái dương bàng quang  |
| R      | 足少陰腎經   | zú shǎo yīn shèn jīng       | Kidney           | Riñón               | 족소음신경   | Túc thiếu âm thận          |
| PC     | 手厥陰心包經 | shǒu juéyīn xīnbāo jīng     | Pericardium      | Pericardio          | 수궐음심포경 | Thủ quyết âm tâm bào       |
| TR     | 手少陽三焦經 | shǒu shǎo yángsān jiāo jīng | Triple Energizer | Triple Recalentador | 수소양삼초경 | Thủ thiếu dương tam tiêu   |
| VB     | 足少陽膽經   | zú shǎo yáng dǎn jīng       | Gallbladder      | Vesícula Biliar     | 족소양담경   | Túc thiếu dương đởm        |
| H      | 足厥陰肝經   | zú juéyīn gān jīng          | Liver            | Hígado              | 족궐음간경   | Túc quyết âm can           |

### Los Ocho Meridianos Extraordinarios
Los ocho meridianos extraordinarios  son de importancia fundamental en el estudio del Qigong, el Tai chi y la alquimia china. De los ocho, solo los meridianos del Vaso Gobernador y del Vaso de la Concepción tienen puntos no asociados con los 12 meridianos anteriores.
| Código | Nombre        | Transcripción | Pinyin        | Inglés            | Español               | Coreano 한글 | Vietnamita |
| ------ | ------------- | ------------- | ------------- | ----------------- | --------------------- | ------------ | ---------- |
| DM     | 督脉;督脈     | Dumai         | du mai        | Governing Vessel  | Vaso Gobernador       | 독맥         | Đốc mạch   |
| RM     | 任脉;任脈     | Renmai        | ren mai       | Conception Vessel | Vaso de la Concepción | 임맥         | Nhâm mạch  |
| CHM    | 冲脉;衝脈     | Chongmai      | chòng mài     | Thrusting Vessel  | Vaso Penetrante       | 충맥         | Xung mạch  |
| BV     | 带脉;帶脈     | Daimai        | dai mai       | Belt Vessel       | Vaso de la Cintura    | 대맥         | Đới mạch   |
| YinQ   | 陰跷脉;陰蹺脈 | Yinqiaomai    | Yin Qiao Mai  | Yin Heel Vessel   | Vaso Yin del Talón    | 음교맥       | Âm kiều    |
| YangQ  | 陽跷脉;陽蹺脈 | Yangqiaomai   | yáng qiāo mài | Yang Heel Vessel  | Vaso Yang del Talón   | 양교맥       | Dương kiều |
| YinW   | 陰维脉;陰維脈 | Yinweimai     | Yin Wei Mai   | Yin Link Vessel   | Vaso Yin de Conexión  | 음유맥       | Âm duy     |
| YangW  | 陽维脉;陽維脈 | Yangweimai    | Yang Wei Mai  | Yang Link Vessel  | Vaso Yang de Conexión | 양유맥       | Dương duy  |

## Nomenclatura de los Puntos
Algunos puntos de Acupuntura tienen más de un nombre tradicional, por ejemplo, en el Meridiano del Pulmón, tài yuān (太渊) y gui xin (鬼心) son dos nombres utilizados para el noveno punto de Acupuntura.[cita requerida] La Organización Mundial de la Salud (OMS) ha abordado la estandarización de la nomenclatura en acupuntura en distintos documentos publicados en 1991 y 2014. En ellos se reconocen 361 puntos clásicos distribuidos según los catorce meridianos principales, ocho meridianos adicionales, 48 puntos suplementarios y puntos específicos del cuero cabelludo.  Además, en 1993 la OMS presentó la Nomenclatura Estándar de Acupuntura, centrada especialmente en los 361 puntos de acupuntura clásicos,  con el objetivo de establecer una referencia internacional uniforme para su identificación y aplicación clínica.Este sistema de nomenclatura es claro y sistemático, aunque presenta una excepción en el meridiano de la vejiga. La línea externa de 14 puntos ubicada en la espalda, cercana a la columna vertebral, puede organizarse de dos maneras:
- Una forma sigue la secuencia del último punto de la línea interna a lo largo de la columna (會陽), y continúa con el punto ubicado en el pliegue de los glúteos (承扶).
- La otra alternativa parte del punto central del pliegue de la rodilla (委中) y prosigue con el siguiente (合陽), que se encuentra en la bifurcación del músculo gastrocnemio.

En cuanto a los puntos adicionales, algunos intentan seguir un esquema similar mediante numeración secuencial en zonas específicas del cuerpo. Sin embargo, no hay un sistema consensuado para estos casos, por lo que su identificación se basa en la nomenclatura original con caracteres chinos tradicionales.
Las tablas de este artículo emplean el sistema de numeración establecido por la Organización Mundial de la Salud para clasificar los puntos de acupuntura de los canales principales. En cuanto a los puntos complementarios, se utiliza la referencia numérica proporcionada por el Manual de Acupuntura, lo cual permite una identificación precisa y coherente..

## Meridiano del Pulmón
手太阴肺经穴;手太陰肺經
"Meridiano del Pulmón Taiyin de la Mano" 
Abreviatura: P
| Punto | Nombre | Transcripción | Pinyin     | Inglés               | Español                  | Coreano 한글    | Vietnamita   |
| ----- | ------ | ------------- | ---------- | -------------------- | ------------------------ | --------------- | ------------ |
| P-1   | 中府   | Zhongfu       | zhōng fǔ   | Middle Assembly      | Palacio Central          | jung bu 중부    | Trung phủ    |
| P-2   | 雲門   | Yunmen        | yún mén    | Cloud Gate           | Puerta de las Nubes      | un mun 운문     | Vân môn      |
| P-3   | 天府   | Tianfu        | tiān fǔ    | Upper Arm Assembly   | Residencia Celestial     | cheon bu 천부   | Thiên phủ    |
| P-4   | 俠白   | Xiabai        | xiá bái    | Supporting the Lung  | Claridad noble           | hyeop baek 협백 | Hiệp bạch    |
| P-5   | 尺澤   | Chize         | chǐ zé     | Cubit Marsh          | El pantano de la pulgada | cheok taek 척택 | Xích trạch   |
| P-6   | 孔最   | Kongzui       | kǒng zuì   | Collection Hole      | El orificio supremo      | gong choe 공최  | Khổng tối    |
| P-7   | 列缺   | Lieque        | Liè quē    | Interrupted Sequence | Secuencia rota           | yeol gyeol 열결 | Liệt khuyết  |
| P-8   | 經渠   | Jingqu        | Jingqu     | Channel Ditch        | Canal del meridiano      | gyeong geo 경거 | Kinh cừ      |
| P-9   | 太淵   | Taiyuán       | tai yuan   | Great Deep Pool      | El Gran Abismo           | tae yeon 태연   | Thái uyên    |
| P-10  | 魚際   | Yuji          | yú jì      | Fish Border          | El borde del pescado     | eo je 어제      | Ngư tế       |
| P-11  | 少商   | Shaoshang     | shao shāng | Lesser Metal         | El pequeño Shang         | so sang 소상    | Thiếu thương |

## Meridiano del Intestino Grueso
手阳明大肠经穴;手陽明 
"Meridiano del Intestino Grueso Yangming de la Mano "
Abreviatura: IG
| Punto | Nombre | Transcripción | Pinyin      | Inglés                    | Español                     | Coreano 한글          | Vietnamita   |
| ----- | ------ | ------------- | ----------- | ------------------------- | --------------------------- | --------------------- | ------------ |
| IG-1  | 商陽   | Shangyang     | shāng yáng  | Metal Yang                | Yang Comercial              | sang yang 상양        | Thương dương |
| IG-2  | 二間   | Erjian        | èr jiān     | Second Point              | Segundo Espacio             | i gan 이간            | Nhị gian     |
| IG-3  | 三間   | Sanjian       | sān jiān    | Third Point               | Tercer Espacio              | sam gan 삼간          | Tam gian     |
| IG-4  | 合谷   | He Gu         | hé gǔ       | Junction Valley           | Valle de la Unión           | hap gok 합곡          | Hiệp cốc     |
| IG-5  | 陽谿   | Yangxi        | yáng xī     | Yang Stream               | Arroyo Yang                 | yang gye 양계         | Dương khê    |
| IG-6  | 偏歴   | Pianli        | piān lì     | Diverging Passage         | Pasaje Inclinado            | pyeon ryeok 편력      | Thiên lịch   |
| IG-7  | 溫溜   | Wenliu        | wēn liū     | Warm Flow                 | Flujo Cálido                | ol lyu 온류           | Ôn lưu       |
| IG-8  | 下廉   | Xialian       | xià lián    | Lower Point at the Border | Margen Inferior             | ha ryeom 하렴         | Hạ liêm      |
| IG-9  | 上廉   | Shanglian     | shàng lián  | Upper Point at the Border | Borde Alto                  | sang nyeom 상렴       | Thượng liêm  |
| IG-10 | 手三里 | Shousanli     | shǒu sān lǐ | Arm Three Miles           | Tres Distancias de la Mano  | [su] sam ni [수] 삼리 | Thủ tam lý   |
| IG-11 | 曲池   | Quchi         | qū chí      | Pool at the Bend          | Estanque Curvo              | gok ji 곡지           | Khúc trì     |
| IG-12 | 肘髎   | Zhouliao      | zhǒu liáo   | Elbow Bone Hole           | Hueco del Codo              | ju ryo 주료           | Trữu liêu    |
| IG-13 | 手五里 | Shouwuli      | shǒu wǔ lǐ  | Arm Five Miles            | Cinco Distancias de la Mano | [su] o ri [수] 오리   | (Thủ) ngũ lý |
| IG-14 | 臂臑   | Binao         | bì nào      | Upper Arm                 | Músculo del Brazo           | bi no 비노            | Tí nhu       |
| IG-15 | 肩髃   | Jianyu        | jiān yú     | Shoulder and Clavicle     | Hombro Elevado              | gyeon u 견우          | Kiên ngung   |
| IG-16 | 巨骨   | Jugu          | jù gǔ       | Large Bone                | Hueso Gigante               | geo gol 거골          | Ngự cốt      |
| IG-17 | 天鼎   | Tianding      | tiān dǐng   | Head's Tripod             | Soporte del Cielo           | cheon jeong 천정      | Thiên đỉnh   |
| IG-18 | 扶突   | Futu          | fú tū       | Beside the Prominence     | Protuberancia de Soporte    | bu dol 부돌           | Phù đột      |
| IG-19 | 口禾髎 | Kouheliao     | kǒu hé liáo | Mouth Grain Hole          | Hueco del Trigal de la Boca | hwa ryo 화료          | Hòa liêu     |
| IG-20 | 迎香   | Yingxiang     | yíng xiāng  | Receiving Fragrance       | Recepción de los perfumes   | yeong hyang 영향      | Nghênh hương |

## Meridiano del Estómago
足阳明胃经穴;足陽明胃經 
"Meridiano del Estómago Yangming del Pie"
Abreviatura: E
| Punto | Nombre      | Transcripción | Pinyin      | Inglés                           | Español                           | Coreano 한글           | Vietnamita    | Nombre Alternativo                                                                            |
| ----- | ----------- | ------------- | ----------- | -------------------------------- | --------------------------------- | ---------------------- | ------------- | --------------------------------------------------------------------------------------------- |
| E-1   | 承泣        | Chengqi       | chéng qì    | Tears Container                  | Recibir las lágrimas              | seung eup 승읍         | Thừa khấp     |                                                                                               |
| E-2   | 四白        | Sibai         | sì bái      | Four Directions Brightness       | Las Cuatro Claridades             | sa baek 사백           | Tứ bạch       |                                                                                               |
| E-3   | 巨髎        | Juliao        | jù liáo     | Large Bone Hole                  | Hueco Majestuoso                  | geo ryo 거료           | Cự liêu       |                                                                                               |
| E-4   | 地倉        | Dicang        | dì cāng     | Earth Granary                    | Granero Terrenal                  | ji chang 지창          | Địa thương    |                                                                                               |
| E-5   | 大迎        | Daying        | dà yíng     | Large Receptacle (Facial Artery) | Gran Recepción                    | dae yeong 대영         | Đại nghênh    |                                                                                               |
| E-6   | 頰車        | Jiache        | jiá chē     | Jaw Bone                         | Vehículo de Masticación           | hyeop geo 협거         | Giáp xa       |                                                                                               |
| E-7   | 下關        | Xiaguan       | xià guān    | Below the Arch                   | Barrera Inferior                  | ha gwan 하관           | Hạ quan       |                                                                                               |
| E-8   | 頭維        | Touwei        | tóu wéi     | Head's Corner                    | Vértice de la Cabeza              | du yu 두유             | Đầu duy       |                                                                                               |
| E-9   | 人迎        | Renying       | rén yíng    | Man'sPrognosis (Carotid Artery)  | Acogida Humana                    | in yeong 인영          | Nhân nghênh   | Tianwuhui (Los Cinco Encuentros del Cielo)                                                    |
| E-10  | 水突        | Shuitu        | shǔi tū     | Liquid Passage                   | Agua Surgente                     | su dol 수돌            | Thủy đột      |                                                                                               |
| E-11  | 氣舍        | Qishe         | qì shè      | Residence of Breath Qi           | Residencia del Qi                 | gi sa 기사             | Khí xá        |                                                                                               |
| E-12  | 缺盆        | Quepen        | quē pén     | Empty Basin                      | Cuenca Vacía                      | gyeol bun 결분         | Khuyết bồn    |                                                                                               |
| E-13  | 氣戶        | Qihu          | qì hù       | Door of Breath                   | Puerta del Qi                     | gi ho 기호             | Khí hộ        |                                                                                               |
| E-14  | 庫房        | Kufang        | kù fáng     | Breath Storeroom                 | Almacén del Tesoro                | go bang 고방           | Khố phòng     |                                                                                               |
| E-15  | 屋翳        | Wuyi          | wū yì       | Hiding the Breath                | Cobertura del Pecho               | ok ye 옥예             | Ốc ế          |                                                                                               |
| E-16  | 膺窗        | Yingchuang    | yìng chuāng | Breast Window                    | Ventana del Pecho                 | eung chang 응창        | Ưng song      |                                                                                               |
| E-17  | 乳中        | Ruzhong       | rǔ zhōng    | Breast Centre (Nipple)           | Centro del Seno                   | yu jung 유중           | Nhũ trung     |                                                                                               |
| E-18  | 乳根        | Rugen         | rǔ gēn      | Breast Root                      | Raíz del Seno                     | yu geun 유근           | Nhũ căn       |                                                                                               |
| E-19  | 不容        | Burong        | bù róng     | Not Contained                    | Sin Contenido                     | bul yong 불용          | Bất dung      | "Incontenible" se refiere a los vómitos                                                       |
| E-20  | 承滿        | Chengman      | chéng mǎn   | Receiving Fullness               | Recepción de la Plenitud          | seng man 승만          | Thừa mãn      |                                                                                               |
| E-21  | 梁門        | Liangmen      | liáng mén   | Beam Gate                        | Puerta de la Viga                 | yang mun 양문          | Lương môn     |                                                                                               |
| E-22  | 關門        | Guanmen       | guān mén    | Shutting the Gate                | Cierre del Portal                 | gwan mun 관문          | Quan môn      |                                                                                               |
| E-23  | 太乙        | Taiyi         | tài yǐ      | Great Unity                      | Gran Uno                          | tae eul 태을           | Thái ất       |                                                                                               |
| E-24  | 滑肉門      | Huaroumen     | huá ròu mén | Chime Gate                       | Puerta del Movimiento Resbaladizo | hwal yung mun 활육문   | Hoạt nhục môn |                                                                                               |
| E-25  | 天樞        | Tianshu       | tiān shū    | Heavenly Pivot                   | Eje Celestial                     | cheon chu 천추         | Thiên xu      |                                                                                               |
| E-26  | 外陵        | Wailing       | wài líng    | Outer Mound                      | Colina Externa                    | woe neung 외릉         | Ngoại lăng    |                                                                                               |
| E-27  | 大巨        | Daju          | dà jù       | Great Bulge                      | Gran Inmensidad                   | dae geo 대거           | Đại cự        |                                                                                               |
| E-28  | 水道        | Shuidao       | shuǐ dào    | Waterway                         | Vía del Agua                      | su do 수도             | Thủy đạo      | Izquierda E 28 = Baomen "Puerta del Útero"; Derecha E 28 = Zihu "Puerta del Niño- Sun Si Miao |
| E-29  | 歸來 (归来) | Guilai        | guī lái     | Restoring Position               | Retornar al Origen                | gui rae 귀래           | Qui lai       |                                                                                               |
| E-30  | 氣沖        | Qichong       | qì chōng    | Qi Surge                         | Asalto del Qi                     | gi chung 기충          | Khí xung      |                                                                                               |
| E-31  | 髀關        | Biguan        | bì guān     | Thigh Gate                       | Puerta del Muslo                  | bi gwan 비관           | Bễ quan       |                                                                                               |
| E-32  | 伏兔        | Futu          | fú tù       | Crouching Rabbit                 | Liebre Agazapada                  | bok to 복토            | Phục thỏ      |                                                                                               |
| E-33  | 陰市        | Yinshi        | yīn shì     | Yin Market                       | Mercado del Yin                   | eum si 음시            | Âm thị        |                                                                                               |
| E-34  | 梁丘        | Liangqiu      | liáng qīu   | Ridge Mound                      | Cima de la Colina                 | yang gu 양구           | Lương khâu    |                                                                                               |
| E-35  | 犢鼻        | Dubi          | dú bí       | Calf's Nose                      | Hocico de Ternero                 | dok bi 독비            | Độc tị        |                                                                                               |
| E-36  | 足三里      | Zusanli       | zú sān lǐ   | Leg Three Miles                  | Tres Distancias del Pie           | [jok] sam ni [족] 삼리 | Túc tam lý    |                                                                                               |
| E-37  | 上巨虛      | Shangjuxu     | shàng jù xū | Upper Great Void                 | Gran Vacío Superior               | sang geo heo 상거허    | Thượng cự hư  |                                                                                               |
| E-38  | 條口        | Tiaokou       | tiáo kǒu    | Ribbon Opening                   | Apertura del Canal                | jo gu 조구             | Điều khẩu     |                                                                                               |
| E-39  | 下巨虛      | Xiajuxu       | xià jù xū   | Lower Large Hollow               | Gran Vacío Inferior               | ha geo heo 하거허      | Hạ cự hư      |                                                                                               |
| E-40  | 豐隆        | Fenglong      | fēng lóng   | Abundant Bulge                   | Abundancia Generosa               | pung nyung 풍륭        | Phong long    |                                                                                               |
| E-41  | 解谿        | Jiexi         | jiě xī      | Dividing Cleft                   | Desembocadura del Torrente        | hae gye 해계           | Giải khê      |                                                                                               |
| E-42  | 沖陽        | Chongyang     | chōng yáng  | Surging Yang                     | Yang Emergente                    | chung yang 충양        | Xung dương    |                                                                                               |
| E-43  | 陷谷        | Xiangu        | xiàn gǔ     | Sunken Valley                    | Valle Hundido                     | ham gok 함곡           | Hãm cốc       |                                                                                               |
| E-44  | 内庭        | Neiting       | nèi tíng    | Inner Court                      | Pario Interior                    | nae jeong 내정         | Nội đình      |                                                                                               |
| E-45  | 厲兌        | Lidui         | lì duì      | Running Point                    | Cambio Severo                     | ye tae 예태            | Lệ đoài       |                                                                                               |

## Meridiano del Bazo
足太阴睥经穴;足太陰脾經 
"Meridiano del Bazo Taiyin de la Pierna"
Abreviatura: B
| Punto | Nombre | Transcripción | Pinyin        | Inglés                 | Español                 | Coreano한글            | Romaji     | Vietnamita    | Nombre Alternativo |
| ----- | ------ | ------------- | ------------- | ---------------------- | ----------------------- | ---------------------- | ---------- | ------------- | ------------------ |
| B-1   | 隱白   | Yinbai        | yǐn bái       | Hidden White           | Blanco Oculto           | eun baek 은백          | im paku    | Ẩn bạch       | 'in paku'          |
| B-2   | 大都   | Dadu          | dà dū         | Great Pool             | Gran Capital            | dae do 대도            | dai to     | Đại đô        |                    |
| B-3   | 太白   | Taibai        | taì bái       | Great White            | Blanco Supremo          | tae baek 태백          | tai haku   | Thái bạch     |                    |
| B-4   | 公孫   | Gongsun       | gōng sūn      | Grandfather Grandson   | Abuelo Maestro          | gong son 공손          | kō son     | Công tôn      |                    |
| B-5   | 商丘   | Shangqiu      | shāng qiū     | Metal Mound            | Colina del Shang        | sang gu 상구           | shō kyū    | Thương khâu   |                    |
| B-6   | 三陰交 | Sanyinjiao    | sān yīn jiāo  | Three Yin Intersection | Cruce de los Tres Yin   | sam eum gyo 삼음교     | san in kō  | Tam âm giao   |                    |
| B-7   | 漏谷   | Lougu         | loù gǔ        | Leaking Valley         | Valle que Gotea         | nu gok 루곡            | rō koku?   | Lậu cốc       |                    |
| B-8   | 地機   | Diji          | dì jī         | Earth Cure             | Mecanismo de la Tierra  | ji gi 지기             | chi ki     | Địa cơ        |                    |
| B-9   | 陰陵泉 | Yinlingquan   | yīn líng qúan | Yin Mound Spring       | Fuente de la Colina Yin | eum neung cheon 음릉천 | in ryō sen | Âm lăng tuyền |                    |
| B-10  | 血海   | Xuehai        | xuè hǎi       | Sea of Blood           | Mar de Sangre           | hyeol hae 혈해         | kek kai    | Huyết hải     |                    |
| B-11  | 箕門   | Jimen         | jī mén        | Separation Gate        | Umbral del Tamiz        | gi mun 기문            | ki mon     | Cơ môn        |                    |
| B-12  | 衝門   | Chongmen      | chōng mén     | Surging Gate           | Puerta de la Corriente  | chung mun 충문         | shō mon    | Xung môn      |                    |
| B-13  | 府舍   | Fushe         | fǔ shè        | Fu Abode               | Morada Oficial          | bu sa 부사             | fu sha     | Phủ xá        |                    |
| B-14  | 腹結   | Fujie         | fù jié        | Abdomen Stagnation     | Nudo Abdominal          | bok gyeol 복결         | fuk ketsu  | Phúc kết      |                    |
| B-15  | 大横   | Da heng       | dà héng       | Great Horizontal       | Gran Horizontal         | dae hoeng 대횡         | dai ō      | Đại hoành     |                    |
| B-16  | 腹哀   | Fuai          | fù āi         | Abdomen Sorrow         | Dolor Abdominal         | bok ae 복애            | fuku ai    | Phúc ai       |                    |
| B-17  | 食竇   | Shidou        | shí dòu       | Food Cavity            | Gruta Alimenticia       | sik du 식두            | shoku tō   | Thực đậu      |                    |
| B-18  | 天谿   | Tianxi        | tiān xī       | Celestial Cleft        | Corriente Celestial     | cheon gye 천계         | ten kei    | Thiên khê     |                    |
| B-19  | 胸鄉   | Xiongxiang    | xiōng xiāng   | Chest Village          | Región Torácica         | hyung hyang 흉향       | kyō kyō?   | Hung hương    |                    |
| B-20  | 周榮   | Zhourong      | zhōu róng     | Complete Nourishment   | Gloria Circundante      | ju yeong 주영          | shū ei     | Chu vinh      |                    |
| B-21  | 大包   | Dabao         | dà bāo        | Great Embrace          | Gran Abrazo             | dae po 대포            | tai hō     | Đại bao       |                    |

## Meridiano del Corazón
手少阴心经穴;手少陰心經 
"Meridiano del Corazón Shaoyin de la Mano"
Abreviatura: C
| Punto | Nombre | Transcripción | Pinyin     | Inglés            | Español             | Coreano 한글       | Romaji     | vietnamita   | Nombres alternativos |
| ----- | ------ | ------------- | ---------- | ----------------- | ------------------- | ------------------ | ---------- | ------------ | -------------------- |
| C-1   | 極泉   | Jiquan        | jí quán    | Highest Spring    | Manantial Supremo   | geuk cheon 극천    | kyoku sen  | Cực tuyền    |                      |
| C-2   | 青靈   | Qingling      | Qingling   | Green Spirit      | Espíritu Azul       | cheong nyeong 청령 | sei rei(?) | Thanh Linh   |                      |
| C-3   | 少海   | Shaohai       | shào hǎi   | Lesser Sea        | Mar Menor           | so hae 소해        | shō kai    | Thiếu hải    |                      |
| C-4   | 靈道   | Lingdao       | ling dao   | Spirit Path       | Camino del Espíritu | young do 영도      | rei dō?    | Linh Dao     |                      |
| C-5   | 通里   | Tongli        | tōng lǐ    | Inward Connection | Conexión Interna    | tong ni 통리       | tsū ri?    | Thông lý     |                      |
| C-6   | 陰郄   | Yinxi         | yin xī     | Yin Cleft         | Hendidura Yin       | eum geuk 음극      | in geki    | Soy un khích |                      |
| C-7   | 神門   | Shenmen       | shén mén   | Spirit Gate       | Puerta del Espíritu | sin mun 신문       | shin mon   | Than mon     |                      |
| C-8   | 少府   | Shaofu        | shào fǔ    | Lesser Mansion    | Palacio Menor       | so bu 소부         | shō fu?    | Thiếu phủ    |                      |
| C-9   | 少沖   | Shaochong     | shao chōng | Lesser Surge      | Asalto menor        | so chung 소충      | shō shō    | Thiếu xung   |                      |

## Meridiano del Intestino Delgado
手太阳小肠经穴;手太陽小腸經 
"Meridiano del Intestino Delgado Taiyang de la Mano"
Abreviatura: ID
| Punto | Nombre | Transcripción | Pinyin         | Inglés                      | Español | Corean o한글         | Romaji        | Vietnamita    | Alternative names |
| ----- | ------ | ------------- | -------------- | --------------------------- | ------- | -------------------- | ------------- | ------------- | ----------------- |
| ID-1  | 少澤   | Shaoze        | shào zé        | Lesser Marsh                |         | so taek 소택         | shō taku      | Thiếu trạch   |                   |
| ID-2  | 前谷   | Qiangu        | qián gǔ        | Front Valley                |         | jeon gok 전곡        | zen koku(?)   | Tiền cốc      |                   |
| ID-3  | 後谿   | Houxi         | hòu xī         | Back Stream                 |         | hu gye 후계          | go kei        | Hậu khê       | 'kō kei'          |
| ID-4  | 腕骨   | Wangu         | wàn gǔ         | Wrist Bone                  |         | wan gol 완골         | wan kotsu(?)  | Uyển cốt      |                   |
| ID-5  | 陽谷   | Yanggu        | yáng gǔ        | Yang Valley                 |         | yang gok 양곡        | yō koku       | Dương cốc     |                   |
| ID-6  | 養老   | Yanglao       | yǎng lǎo       | Support the Aged            |         | yang no 양노         | yō rō         | Dưỡng lão     |                   |
| ID-7  | 支正   | Zhizheng      | zhī zhèng      | Branch of Upright           |         | ji jeong 지정        | shi sei(?)    | Chi chính     |                   |
| ID-8  | 小海   | Xiaohai       | xiǎo hǎi       | Small Sea                   |         | so hae 소해          | shō kai       | Tiểu hải      |                   |
| ID-9  | 肩貞   | Jianzhen      | jiān zhēn      | True Shoulder               |         | gyeon jeong 견정     | ken tei       | Kiên trinh    |                   |
| ID-10 | 臑俞   | Naoshu        | nāo shū        | Upper arm transporter       |         | no yu(su) 노유(수)   | ju yu         | Nhu du        |                   |
| ID-11 | 天宗   | Tianzong      | tiān zōng      | Heavenly Gathering          |         | cheon jong 천종      | ten sō        | Thiên tông    |                   |
| ID-12 | 秉風   | Bingfeng      | bǐng fēng      | Grasping the Wind           |         | byeong pung 병풍     | hei fū        | Bỉnh phong    |                   |
| ID-13 | 曲垣   | Quyuan        | qū yuán        | Crooked Wall                |         | gok won 곡원         | kyo ku en?    | Khúc viên     |                   |
| ID-14 | 肩外俞 | Jianwaishu    | jiān wài shū   | Outer Shoulder Transporter  |         | gyeon oe yu 견외유   | ken gai yu(?) | Kiên ngoại du |                   |
| ID-15 | 肩中俞 | Jianzhongshu  | jiān zhōng shū | Middle Shoulder Transporter |         | gyeon jung yu 견중유 | ken chū yu?   | Kiên trung du |                   |
| ID-16 | 天窗   | Tianchuang    | tiān chuāng    | Heavenly Window             |         | cheon chang 천창     | ten sō?       | Thiên song    |                   |
| ID-17 | 天容   | Tianrong      | tiān róng      | Heavenly Appearance         |         | cheon yong 천용      | ten yō?       | Thiên dung    |                   |
| ID-18 | 顴髎   | Quanliao      | quán liáo      | Cheek Bone Crevice          |         | gwal lyo 관료        | kan ryō       | Quyền liêu    |                   |
| ID-19 | 聽宮   | Tinggong      | tīng gōng      | Palace of Hearing           |         | cheong gung 청궁     | chō kyū       | Thính cung    |                   |

## Meridiano de la Vejiga
足少阴肾经穴o足少陰腎經
"Meridiano del Riñón Shaoyin del Pie"
Abreviatura: V
El esquema alternativo de numeración para la "parte adjunta" (que comienza con V-41 en la lista a continuación), coloca la línea exterior a lo largo de la columna vertebral después de V-35 (會陽) en lugar de V-40 (委中), y se anotará en la columna Nombre Alternativo.
| Puntos | Nombre     | Transcripción | Pinyin         | Inglés                      | Español                                                       | Coreano 한글              | Romaji         | Vietnamita     | Nombre Alternativo        |
| ------ | ---------- | ------------- | -------------- | --------------------------- | ------------------------------------------------------------- | ------------------------- | -------------- | -------------- | ------------------------- |
| V-1    | 睛明       | Jingming      | jīng míng      | Bright Eyes                 | Luminosidad Ocular                                            | jeong myeong 정명         | sei mei        | Tình minh      |                           |
| V-2    | 攢竹       | Zanzhu        | cuán zhú       | Gathered Bamboo             | Bambú Recolectado                                             | chan juk 찬죽             | san chiku      | Toản trúc      |                           |
| V-3    | 眉衝       | Meichong      | méi chōng      | Eyebrows' Ascension         | Asalto de la Ceja                                             | mi chung 미충             | bi shō         | Mi xung        |                           |
| V-4    | 曲差       | Quchai        | qǔ chāi        | Deviating Curve             | Curva Desviada                                                | gok cha 곡차              | kyo kusa?      | Khúc sai       |                           |
| V-5    | 五處       | Wuchu         | wǔ chǔ         | Fifth Position              | Los Cinco Lugares                                             | o cheo 오처               | go sho(?)      | Ngũ xứ         |                           |
| V-6    | 承光       | Chengguang    | chéng guāng    | Receiving Light             | Recibir la Luz                                                | seung gwang 승광          | shō kō?        | Thừa quang     |                           |
| V-7    | 通天       | Tongtian      | tōng tiān      | Reaching Upward             | Conexión Celestial                                            | tong cheon 통천           | tsū ten        | Thông thiên    |                           |
| V-8    | 絡卻       | Luoque        | luò què        | Declining Connection        | Retroceso de la Red                                           | nak gak 락각              | rak kyaku?     | Lạc khước      |                           |
| V-9    | 玉枕       | Yuzhen        | yù zhěn        | Jade Pillow                 | Almohada de Jade                                              | ok chim 옥침              | gyoku chin(?)  | Ngọc chẩm      |                           |
| V-10   | 天柱       | Tianzhu       | tiān zhù       | Upper Pillar                | Pilar Celestial                                               | cheon ju 천주             | ten chū        | Thiên trụ      |                           |
| V-11   | 大杼       | Dazhu         | dà zhù         | Great Vertebra              | Pivote Mayor                                                  | dae jeo 대저              | dai jo         | Đại trữ        |                           |
| V-12   | 風門       | Fengmen       | fēng mén       | Wind Gate                   | Puerta del Viento                                             | pung mun 풍문             | fū mon         | Phong môn      |                           |
| V-13   | 肺俞       | Feishu        | fèi shū        | Lung Transporter            | Transportar para Ofrecer en el Pulmón                         | pye yu 폐유               | hai yu         | Phế du         |                           |
| V-14   | 厥陰俞     | Jueyinshu     | jué yīn shū    | Absolute yin Transporter    | Transportar para Ofrecer en el Pericardio                     | gweor eum yu 궐음유       | ketsu in yu    | Quyết âm du    |                           |
| V-15   | 心俞       | Xinshu        | xīn shū        | Heart Transporter           | Transportar para Ofrecer en el Corazón                        | sim yu 심유               | shin yu        | Tâm du         |                           |
| V-16   | 督俞       | Dushu         | dū shū         | Governor Transporter        | Transportar para Ofrecer en el Du Mai                         | dok yu 독유               | toku yu        | Đốc du         |                           |
| V-17   | 膈俞       | Geshu         | gé shū         | Diaphragm Transporter       | Transportar para Ofrecer en el Diafragma                      | gyeok yu 격유             | kaku yu        | Cách du        |                           |
| V-18   | 肝俞       | Ganshu        | gān shū        | Liver Transporter           | Transportar para Ofrecer en el Hígado                         | gan yu 간유               | kan yu         | Can du         |                           |
| V-19   | 膽俞       | Danshu        | dǎn shū        | Gallbladder Transporter     | Transportar para Ofrecer en el Vesícula Biliar                | dam yu 담유               | tan yu         | Đởm du         |                           |
| V-20   | 脾俞       | Pishu         | pí shū         | Spleen Transporter          | Transportar para Ofrecer en el Bazzo                          | bi yu 비유                | hi yu          | Tỳ du          |                           |
| V-21   | 胃俞       | Weishu        | wèi shū        | Stomach Transporter         | Transportar para Ofrecer en el Estómago                       | wi yu 위유                | i yu           | Vị du          |                           |
| V-22   | 三焦俞     | Sanjiaoshu    | sān jiāo shū   | Sanjiao Transporter         | Transportar para Ofrecer en el Sanjiao                        | sam cho yu 삼초유         | san shō yu     | Tam tiêu du    |                           |
| V-23   | 腎俞       | Shenshu       | shèn shū       | Kidney Transporter          | Transportar para Ofrecer en el Riñón                          | sim yu 신유               | jin yu         | Thận du        |                           |
| V-24   | 氣海俞     | Qihaishu      | qì hǎi shū     | Sea of Qi Transporter       | Transportar para Ofrecer en el Mar del Qi                     | gi hae yu 기해유          | kikai yu?      | Khí hải du     |                           |
| V-25   | 大腸俞     | Dachangshu    | dà cháng shū   | Large Intestine Transporter | Transportar para Ofrecer en el Intestino Grueso               | dae jang yu 대장유        | dai chō yu     | Đại trường du  |                           |
| V-26   | 關元俞     | Guanyuanshu   | guān yuán shū  | Gate of Origin Transporter  | Transportar para Ofrecer en Guanyuan                          | gwan won yu 관원유        | kan gen yu?    | Quan nguyên du |                           |
| V-27   | 小腸俞     | Xiaochangshu  | xiǎo cháng shū | Small Intestine Transporter | Transportar para Ofrecer en el Intestino Delgado              | so jang yu 소장유         | shō chō yu     | Tiểu trường du |                           |
| V-28   | 膀胱俞     | Pangguangshu  | páng guāng shū | Bladder Transporter         | Transportar para Ofrecer en la Vejiga                         | bang wang yu 방광유       | bōkō yu        | Bàng quang du  |                           |
| V-29   | 中膂俞     | Zhonglushu    | zhōng lǚ shū   | Mid-Spine Transporter       | Transportar para Ofrecer en el Centro de la Columna Vertebral | jung nyeo nae yu 중려내유 | chū ryo yu?    | Trung lữ du    | 中膂內俞 zhōng lǚ nèi shù |
| V-30   | 白環俞     | Baihuanshu    | bái huán shū   | White Ring Transporter      | Transportar para Ofrecer en el Círculo Blanco                 | baek hwan yu 백환유       | hak kan yu?    | Bạch hoàn du   |                           |
| V-31   | 上髎       | Shangliao     | shàng liáo     | Upper Bone Hole             | Orificio Superior                                             | sang nyo 상료             | jyō ryō?       | Thượng liêu    |                           |
| V-32   | 次髎       | Ciliao        | cì liáo        | Second Bone Hole            | Segundo Orificio                                              | cha ryo 차료              | ji ryō         | Thứ liêu       |                           |
| V-33   | 中髎       | Zhongliao     | zhōng liáo     | Middle Bone Hole            | Orificio Central                                              | jung nyo 중료             | chū ryō?       | Trung liêu     |                           |
| V-34   | 下髎       | Xialiao       | xià liáo       | Lower Bone Hole             | Orificio Inferior                                             | ha ryo 하료               | ge ryō?        | Hạ liêu        |                           |
| V-35   | 會陽       | Huiyang       | huì yáng       | Meeting of Yang             | Reunión del Yang                                              | hoe yang 회양             | e yō           | Hội dương      |                           |
| V-36   | 承扶       | Chengfu       | chéng fú       | Hold and Support            | Sostén del Muslo                                              | seung bu 승부             | sho fu(?)      | Thừa phù       | V-50                      |
| V-37   | 殷門       | Yinmen        | yīn mén        | Hanstring Gate              | Puerta de la Prosperidad                                      | eun mun 은문              | in mon         | Ân môn         | V-51                      |
| V-38   | 浮郄       | Fuxi          | fú xī          | Superficial Cleft           | Brecha Superficial                                            | bu geuk 부극              | fu geki(?)     | Phù khích      | V-52                      |
| V-39   | 委陽       | Weiyang       | wěi yáng       | Lateral End of the Crease   | Almacenamiento del Yang                                       | wi yang 위양              | i yō           | Ủy dương       | V-53                      |
| V-40   | 委中       | Weizhong      | wěi zhōng      | Middle of the Crease        | Carga Central                                                 | wi jung 위중              | i chū          | Ủy trung       | V-54                      |
| V-41   | 附分       | Fufen         | fù fēn         | Outer Branch                | Porción Adherida                                              | bu bun 부분               | fu bun(?)      | Phụ phân       | V-36                      |
| V-42   | 魄戶       | Pohu          | pò hù          | Door of the Corporeal Soul  | Puerta del Alma Corpórea                                      | baek ho 백호              | haku ko        | Phách hộ       | V-37                      |
| V-43   | 膏肓俞     | Gaohuangshu   | gāo huāng shū  | Vital Region Shu            | Centros Vitales                                               | go hwang [yu] 고황[유]    | kō kō yu       | Cao hoang du   | V-38                      |
| V-44   | 神堂       | Shentang      | shén táng      | Spirit Hall                 | Sala del Espíritu                                             | sin dang 신당             | shin dō?       | Thần đường     | V-39                      |
| V-45   | 譩譆       | Yixi          | yì xǐ          | That Hurt                   | Grito de Dolor                                                | ui hoe 의회               | i ki(?)        | Y hy           | V-40                      |
| V-46   | 膈關       | Geguan        | gé guān        | Diaphragm Gate              | Barrera del Diafragma                                         | gyeok gwan 격관           | kaku kan(?)    | Cách quan      | V-41                      |
| V-47   | 魂門       | Hunmen        | hún mén        | Ethereal Soul Gate          | Puerta del Alma Etérea                                        | hon mun 혼문              | kon mon?       | Hồn môn        | V-42                      |
| V-48   | 陽綱       | Yanggang      | yáng gāng      | Linking to Gall Bladder     | Guía del Yang                                                 | yang gang 양강            | yō kō?         | Dương cương    | V-43                      |
| V-49   | 意舍       | Yishe         | yì shě         | Abode of Thought            | Residencia del Pensamiento                                    | ui sa 의사                | i sha(?)       | Ý xá           | V-44                      |
| V-50   | 胃倉       | Weicang       | wèi cāng       | Stomach Granary             | Granero del Estómago                                          | wi chang 위창             | i sō           | Vị thương      | V-45                      |
| V-51   | 肓門       | Huangmen      | huāng mén      | Vitals Gate                 | Segunda Puerta de los Centros Vitales                         | hwang mun 황문            | kō mon?        | Hoang môn      | V-46                      |
| V-52   | 志室       | Zhishi        | zhì shì        | Willpower Room              | Cámara de la Voluntad                                         | ji sil 지실               | shi shitsu     | Chí thất       | V-47                      |
| V-53   | 胞肓       | Baohuang      | bāo huāng      | Bladder's Vitals            | Centro Vital de la Vejiga                                     | po hwang 포황             | hō kō          | Bào hoang      | V-48                      |
| V-54   | 秩邊       | Zhibian       | zhì biān       | Lowermost in Order          | Límite Ordenado                                               | jil byeon 질변            | chip pen       | Trật biên      | V-49                      |
| V-55   | 合陽       | Heyang        | hé yáng        | Yang Confluence             | Unión del Yang                                                | hap yang 합양             | gō yō?         | Hợp dương      |                           |
| V-56   | 承筋       | Chengjin      | chéng jīn      | Sinews Support              | Herencia de la Fuerza                                         | seung geun 승근           | shō kin        | Thừa cân       |                           |
| V-57   | 承山       | Chengshan     | chéng shān     | Mountain Support            | Herencia de la Montaña                                        | seung san 승산            | shō zan        | Thừa sơn       |                           |
| V-58   | 飛陽       | Feiyang       | fēi yáng       | Taking Flight               | Vuelo Libre                                                   | bi yang 비양              | hi yō          | Phi dương      |                           |
| V-59   | 跗陽       | Fuyang        | fū yáng        | Tarsus Yang                 | Yang del Empeine                                              | bu yang 부양              | fu yō          | Phụ dương      |                           |
| V-60   | 昆侖; 崑崙 | Kunlun        | kūn lún        | Kunlun Mountains            | Monte Kunlun                                                  | gol lyun 곤륜             | kon ron        | Côn lôn (luân) |                           |
| V-61   | 僕參       | Pucan         | pú cān         | Subservient Visitor         | Ayuda del Visitante                                           | bok cham 복참             | boku shin(?)   | Bộc tham       |                           |
| V-62   | 申脈       | Shenmai       | shēn mài       | Extending Vessel            | Pulso Extendido                                               | sin maek 신맥             | shim myaku     | Thân mạch      |                           |
| V-63   | 金門       | Jinmen        | jīn mén        | Golden Gate                 | Puerta de Oro                                                 | geum mun 금문             | kim mon        | Kim môn        |                           |
| V-64   | 京骨       | Jinggu        | jīng gǔ        | Metatarsal Tuberosity       | Hueso Capital                                                 | gyeong gol 경골           | kei kotsu(?)   | Kinh cốt       |                           |
| V-65   | 束骨       | Shugu         | shù gǔ         | Metatarsal Head             | Hueso Atado                                                   | sok gol 속골              | sok kotsu?     | Thúc cốt       |                           |
| V-66   | 足通谷     | Zutonggu      | zú tōng gǔ     | Foot Valley Passage         | Valle Abierto del Pie                                         | [jok] tong gok [족]통곡   | ahsi tsū koku? | Túc thông cốc  |                           |
| V-67   | 至陰       | Zhiyin        | zhì yīn        | Reaching Yin                | Llegada al Inn                                                | ji eum 지음               | shi in         | Chí âm         |                           |

## Meridiano del Riñón
足太阳膀胱经穴;足太陽膀胱經 
"Meridiano de la Vejiga Taiyang del Pie"
Abreviatura: R
| Punto | Nombre  | Transcripción | Pinyin     | Inglés                   | Español                         | Coreano 한글    | Romaji           | Vietnamita       |
| ----- | ------- | ------------- | ---------- | ------------------------ | ------------------------------- | --------------- | ---------------- | ---------------- |
| R-1   | 湧泉    | Yong Quan     | yǒng quán  | Bubbling Well            | Fuente Burbujeante              | yong cheon 용천 | yu sen           | Dũng tuyền       |
| R-2   | 然谷    | Rangu         | rán gǔ     | Blazing Valley           | Valle Ardiente                  | yeon gok 연곡   | nen koku         | Nhiên cốc        |
| R-3   | 太谿    | Taixi         | taì xī     | Great Stream             | Arrollo Supremo                 | tae yeon 태계   | tai kei          | Thái khê         |
| R-4   | 大鐘    | Dazhong       | dà zhōng   | Large Bell               | Gran Campana                    | dae jong 대종   | dai shō?         | Đại chung        |
| R-5   | 水泉    | Shuiquan      | shuǐ quán  | Water Spring             | Fuente de Agua                  | su cheon 수천   | sui sen          | Thủy tuyền       |
| R-6   | 照海    | Zhaohai       | zhào hǎi   | Shining Sea              | Mar Luminoso                    | joh hae 조해    | shō kai          | Chiếu hải        |
| R-7   | 復溜    | Fuliu         | fù liū     | Continuing Flow          | Flujo que Regresa               | bong nyu 복류   | fuku ryū         | Phục lưu         |
| R-8   | 交信    | Jiaoxin       | jiāo xìn   | Intersecting with Spleen | Confianza Mutua                 | gyo sin 교신    | kō shin?         | Giao tín         |
| R-9   | 築賓    | Zhubin        | zhú bīn    | Strong Knees             | Invitado Constructor            | chuk bin 축빈   | chiku hin        | Trúc tân         |
| R-10  | 陰谷    | Yingu         | yīn gǔ     | Yin Valley               | Valle del Yin                   | eum gok 음곡    | in koku          | Âm cốc           |
| R-11  | 橫骨    | Henggu        | héng gǔ    | Pubic Bone               | Hueso Transverso                | hoeng gol 횡골  | ō kotsu          | Hoành cốt        |
| R-12  | 大赫    | Dahe          | dà hè      | Big Plentifulness        | Resplandor Supremo              | dae hyeok 대혁  | tai kaku         | Đại hách         |
| R-13  | 氣穴    | Qixue         | qì xué     | Kidney Qi Cave           | Cueva del Qi                    | gi hyeol 기혈   | ki ketsu         | Khí huyệt        |
| R-14  | 四滿    | Siman         | sì mǎn     | Fourth for Fullnesses    | Plenitud Cuádruple              | sa man 사만     | shi man          | Tứ mãn           |
| R-15  | 中注    | Zhongzhu      | zhōng zhù  | Pouring into the Middle  | Corriente Central               | jung ju 중주    | chū chū          | Trung chú        |
| R-16  | 肓俞    | Huangshu      | huāng shū  | Vitals Tissues Shu       | Asentamiento de Tejidos Vitales | hwang yu 황유   | kō yu            | Hoang du         |
| R-17  | 商曲    | Shangqu       | shāng qū   | Metal Bend               | Recodo Comercial                | sang gok 상곡   | shō kyoku        | Thương khúc      |
| R-18  | 石關    | Shiguan       | shí guān   | Stone Gate               | Puerta de Piedra                | seok gwan 석관  | seki kan         | Thạch quan       |
| R-19  | 陰都    | Yindu         | yīn dū     | Yin Metropolis           | Capital del Yin                 | eum do 음도     | in to            | Âm đô            |
| R-20  | 腹通谷  | Futonggu      | fù tōng gǔ | Abdominal Food Passage   | Valle Abdominal                 | tong gok 통곡   | hara no tsū koku | (Phúc) Thông cốc |
| R-21  | 幽門    | Youmen        | yōu mén    | Hidden Gate              | Puerta Oculta                   | yu mun 유문     | yū mon           | U môn            |
| R-22  | 步廊    | Bulang        | bù láng    | Stepping Upwards         | Galería del Andar               | bo rang 보랑    | hō ro?           | Bộ lang          |
| R-23  | 神封    | Shenfeng      | shén fēng  | Spirit Manor             | Sello del Espíritu              | sin bong 신봉   | shim pō          | Thần phong       |
| R-24  | 靈墟    | Lingxu        | líng xū    | Spirit Ruin              | Ruinas del Espíritu             | yeong heo 영허  | rei kyo(?)       | Linh khâu        |
| R-25  | 神藏    | Shencang      | shén cáng  | Spirit Storehouse        | Almacén del Espíritu            | sin jang 신장   | shin zō          | Thần tàng        |
| R-26  | 彧中[a] | Yuzhong       | yù zhōng   | Refined Chest            | Centro de Sabiduría             | uk jung 욱중    | waku chū         | Hoắc trung       |
| R-27  | 俞府    | Shufu         | shū fǔ     | Shu Mansion              | Mansión del Asentamiento        | yu bu 유부      | yu fu            | Du phủ           |

## Meridiano del Pericardio
手厥阴心包经穴; 手厥陰心包經 
"Meridiano del Pericardio Jueyin de la Mano"
Abreviatura: PC
| Punto | Nombre | Transcripción | Pinyin      | Inglés                 | Español             | Coreano 한글     | Romaji        | vietnamita  | Nombres alternativos |
| ----- | ------ | ------------- | ----------- | ---------------------- | ------------------- | ---------------- | ------------- | ----------- | -------------------- |
| PC-1  | 天池   | Tianchi       | tiān chi    | Heavenly Pool          | Estanque Celestial  | cheon ji 천지    | diez chi      | Thiên trì   |                      |
| PC-2  | 天泉   | Tianquan      | tiān quán   | Heavenly Spring        | Fuente Celestial    | cheon cheon 천천 | diez sen(?)   | Thiên tuyền |                      |
| PC-3  | 曲澤   | Quze          | qū zé       | Marsh at the Crook     | Pantano Sinuoso     | gok taek 곡택    | kyoku taku(?) | Khúc trạch  |                      |
| PC-4  | 郄門   | Ximen         | xī mén      | Xi-Cleft Gate          | Puerta del Límite   | geung mun 극문   | geki mon      | Khích môn   |                      |
| PC-5  | 間使   | jianshi       | jiān shǐ    | Intermediate Messenger | El Intermediario    | gan sa 간사      | ¿Quién es?    | Giản sử     |                      |
| PC-6  | 內關   | Neiguan       | nei guān    | Inner Pass             | Barrera Interna     | nae gwan 내관    | nai kan       | Nuevo quan  |                      |
| PC-7  | 大陵   | Daling        | da ling     | Great Mound            | Gran Colina         | dae reung 대릉   | dai ryo       | Dai lang    | 'tai ryō'            |
| PC-8  | 勞宮   | laogong       | Lao Gong    | Palace of Toil         | Palacio de la Labor | no gung 노궁     | ro kyū        | Lao Cung    |                      |
| PC-9  | 中衝   | Zhongchong    | zhong chong | Middle Rushing         | Asalto Central      | jung chung 중충  | chu sho       | Trung Xung  |                      |

## Meridiano del Triple Recalentador
手少阳三焦经穴;手少陽三焦經 
"Meridiano del Triple Recalentador Shaoyang de la Mano". También conocido como San Jiao.
Abreviatura TR. 
| Punto | Nombre | Transcripción | Pinyin         | Inglés                    | Español                       | Coreano한글              | Romaji        | Vietnamita      | Nombre Alternativo |
| ----- | ------ | ------------- | -------------- | ------------------------- | ----------------------------- | ------------------------ | ------------- | --------------- | ------------------ |
| TR-1  | 關衝   | Guanchong     | guān chōng     | Surge Gate                | Asalto de la Barrera          | gwan chung 관충          | kan shō       | Quan xung       |                    |
| TR-2  | 液門   | Yemen         | yè mén         | Fluid Gate                | Puerta de los Líquidos        | aeng mun 액문            | eki mon(?)    | DỊch môn        |                    |
| TR-3  | 中渚   | Zhongzhu      | zhōng zhǔ      | Central Islet             | Islote Central                | jung jeo 중저            | chū sho       | Trung chử       |                    |
| TR-4  | 陽池   | Yangchi       | yáng chí       | Yang Pool                 | Estanque del Yang             | yang ji 양지             | yō chi?       | Dương trì       |                    |
| TR-5  | 外關   | Waiguan       | wài guān       | Outer Pass                | Barrera Externa               | oe gwan 외관             | gai kan       | Ngoại quan      |                    |
| TR-6  | 支溝   | Zhigou        | zhī gōu        | Branch Ditch              | Foso Ramificado               | ji gu 지구               | shi kō?       | Chi câu         |                    |
| TR-7  | 會宗   | Huizong       | huì zōng       | Convergence and Gathering | Encuentro con los Antepasados | hui jung 회종            | e sō          | Hội tông        |                    |
| TR-8  | 三陽絡 | Sanyangluo    | sān yáng luò   | Three Yang Connection     | Cruce de los Tres Yang        | sam yang nak 삼양락      | san kyō raku? | Tam dương lạc   |                    |
| TR-9  | 四瀆   | Sidu          | sì dú          | Four Rivers               | Cuatro Canales                | sa dok 사독              | shi toku      | Tứ độc          |                    |
| TR-10 | 天井   | Tianjing      | tiān jǐng      | Upper Well                | Pozo Celestial                | cheon jeong 천정         | ten sei(?)    | Thiên tỉnh      | TW 10              |
| TR-11 | 清冷淵 | Qinglengyuan  | qīng lěng yuān | Cooling Deep Pool         | Límpido Foso Abismal          | cheong naeng yeon 청랭연 | sei rei en?   | Thanh lãng uyên |                    |
| TR-12 | 消濼   | Xiaoluo       | xiāo luò       | Draining Marsh            | Disolución de la Tensión      | so rak 소락              | shō reki?     | Tiêu lạc        |                    |
| TR-13 | 臑會   | Naohui        | nào huì        | Upper Arm Intersection    | Reunión del Brazo             | noe hui 뇌회             | ju e          | Nhu hội         |                    |
| TR-14 | 肩髎   | Jianliao      | jiān liáo      | Shoulder Bone Hole        | Hueco del Hombro              | gyeol lyo 견료           | ken ryō       | Kiên liêu       |                    |
| TR-15 | 天髎   | Tianliao      | tiān liáo      | Upper Arm Hole            | Hueco Celestial               | cheol lyo 천료           | ten ryō       | Thiên liêu      |                    |
| TR-16 | 天牖   | Tianyou       | tiān yǒu       | Sky Window                | Ventana Celestial             | cheon yong 천용          | ten yū?       | Thiên dũ        |                    |
| TR-17 | 翳風   | Yifeng        | yì fēng        | Wind Screen               | Pantalla del Viento           | ye pung 예풍             | ei fū         | Ế phong         |                    |
| TR-18 | 契脈   | Qimai[b]      | qì mài         | Convulsion Vessel         | Vaso de la Agitación          | gye maek 계맥            | kei myaku(?)  | Khế mạch        |                    |
| TR-19 | 顱息   | Luxi          | lú xī          | Head's Tranquility        | Reposo del Cráneo             | no sik 노식              | ro soku(?)    | Lư tức          |                    |
| TR-20 | 角孫   | Jiaosun       | jiǎo sūn       | Angle Vertex              | Vórtice Temporal              | gak son 각손             | kaku son      | Giác tôn        |                    |
| TR-21 | 耳門   | Ermen         | ěr mén         | Ear Gate                  | Puerta del Oído               | i mun 이문               | ji mon(?)     | Nhĩ môn         |                    |
| TR-22 | 耳和髎 | Erheliao      | ěr hé liáo     | Ear Harmonising Foramen   | Armonía del Hueco Auditivo    | hwa ryo 화료             | ji wa ryō?    | (Nhĩ) Hòa liêu  |                    |
| TR-23 | 絲竹空 | Sizhukong     | sī zhú kōng    | Silken Bamboo Hollow      | Hueco del Bambú de Seda       | sa juk gong 사죽공       | shi chiku kū  | Ti trúc không   |                    |

## Meridiano de la Vesícula Biliar
足少阳胆经穴;足少陽膽經 
"Meridiano de la Vesícula Biliar Shaoyang del Pie"
Abreviatura: VB
| Punto | Nombre  | Transcripción | Pinyin         | Inglés                  | Español                      | Coreano한글                      | Romaji           | Vietnamita       |
| ----- | ------- | ------------- | -------------- | ----------------------- | ---------------------------- | -------------------------------- | ---------------- | ---------------- |
| VB-1  | 瞳子髎  | Tongziliao    | tóng zǐ liáo   | Pupil Crevice           | Hueco de la Pupila           | dong ja ryo 동자료               | dō shi ryō       | Đồng tử liêu     |
| VB-2  | 聽會    | Tinghui       | tīng huì       | Meeting of Hearing      | Reunión de la Audición       | cheong hoe 청회                  | chō e            | Thính hội        |
| VB-3  | 上關[c] | Shangguan     | shàng guān     | Above the Joint         | Barrera Superior             | sang gwan 상관/gaek ju in 객주인 | kyaku shu jin    | Thượng quan      |
| VB-4  | 頷厭    | Hanyan        | hàn yàn        | Jaw Serenity            | Mentón Pensante              | ha yeom 함염                     | gan en           | Hàm yến          |
| VB-5  | 懸顱    | Xuanlu        | xuán lú        | Suspended Skull         | Cabeza Suspendido            | hyeol lo 현로                    | ken ro           | Huyền lư         |
| VB-6  | 懸厘    | Xuanli        | xuán lí        | Suspended Hair          | Medida Suspendida            | hyeol li 현리                    | ken ri           | Huyền ly         |
| VB-7  | 曲鬢    | Qubin         | qū bìn         | Crook of the Temple     | Templo Curvo                 | gok bin 곡빈                     | kyoku bin(?)     | Khúc tân         |
| VB-8  | 率谷    | Shuaigu       | shuài gǔ       | Leading Valley          | Valle del Liderazgo          | sol gok 솔곡                     | sok koku?        | Suất cốc         |
| VB-9  | 天沖    | Tianchong     | tiān chōng     | Heavenly Rushing        | Asalto Celeste               | cheon chung 천충                 | ten shō?         | Thiên xung       |
| VB-10 | 浮白    | Fubai         | fú bái         | Floating White          | Claridad Flotante            | bu baek 부백                     | fu haku(?)       | Phù bạch         |
| VB-11 | 頭竅陰  | Touqiaoyin    | tóu qiào yīn   | Yin Portals of the Head | Cavidad del Yin en la Cabeza | [du] gyu eum [두] 규음           | atama kyō in     | Đầu khiếu âm     |
| VB-12 | 完骨    | Wangu         | wán gǔ         | Mastoid Process         | Hueso Completo               | wan gol 완골                     | kan kotsu        | Hoàn cốt         |
| VB-13 | 本神    | Benshen       | běn shén       | Root of the Spirit      | Raíz del Espíritu            | bon sin 본신                     | hon jin          | Bản thần         |
| VB-14 | 陽白    | Yangbai       | yáng bái       | Yang White              | Claridad Yang                | yang baek 양백                   | yō haku          | Dương bạch       |
| VB-15 | 頭臨泣  | Toulinqi      | tóu lín qì     | Head Governor of Tears  | Descenso de las Lágrimas     | [du] im eup [두] 임읍            | atama no rin kyū | Đầu lâm khấp     |
| VB-16 | 目窗    | Muchuang      | mù chuāng      | Window of the Eye       | Ventana de los Ojos          | mok chang 목창                   | moku sō          | Mục song         |
| VB-17 | 正營    | Zhengying     | zhèng yíng     | Upright Nutrition       | Campamento Correcto          | jyeong yeong 정영                | shō ei           | Chính dinh       |
| VB-18 | 承靈    | Chengling     | chéng líng     | Support Spirit          | Recibir el Espíritu          | seung nyeong 승령                | shō rei          | Thừa linh        |
| VB-19 | 腦空    | Naokong       | nǎo kōng       | Brain Hollow            | Vacío Cerebral               | noe gong 뇌공                    | nō kū            | Não không        |
| VB-20 | 風池    | Fengchi       | fēng chí       | Wind Pool               | Estanque de los Vientos      | pung ji 풍지                     | fū chi           | Phong trì        |
| VB-21 | 肩井    | Jianjing      | jīan jǐng      | Shoulder Well           | Pozo del Hombro              | gyeon jeong 견정                 | ken sei          | Kiên tỉnh        |
| VB-22 | 淵腋    | Yuanye        | yuān yè        | Armpit Abyss            | Abismo Axilar                | yeon aek 연액                    | en eki(?)        | Uyển dịch        |
| VB-23 | 輒筋    | Zhejin        | zhé jīn        | Flank Sinews            | Viga Costal                  | cheop geun 첩근                  | chō kin?         | Triếp cân        |
| VB-24 | 日月    | Riyue         | rì yuè         | Sun and Moon            | Sol y Luna                   | il weol 일월                     | jitsu getsu      | Nhật nguyệt      |
| VB-25 | 京門    | Jingmen       | jīng mén       | Capital Gate            | Puerta de la Capital         | gyeong mun 경문                  | kei mon          | Kinh môn         |
| VB-26 | 帶脈    | Daimai        | dài mài        | Girdling Vessel         | Vaso de la Cintura           | dae maek 대맥                    | tai myaku        | Đới mạch         |
| VB-27 | 五樞    | Wushu         | wǔ shū         | Five Pivots             | Eje de los Cinco             | o chu 오추                       | gō sū            | Ngũ khu          |
| VB-28 | 維道    | Weidao        | wéi dào        | Linking Path            | Camino de las Ataduras       | yu do 유도                       | yui dō           | Duy đạo          |
| VB-29 | 居髎    | Juliao        | jū liáo        | Stationary Crevice      | Hueco de la Residencia       | geo ryo 거료                     | kyo ryō          | Cự liêu          |
| VB-30 | 環跳    | Huantiao      | huán tiào      | Jumping Circle          | Salto Circular               | hwan do 환도                     | kan chō          | Hoàn khiêu       |
| VB-31 | 風市    | Fengshi       | fēng shì       | Wind Market             | Mercado del Viento           | pung si 풍시                     | fū shi           | Phong thị        |
| VB-32 | 中瀆    | Zhongdu       | zhōng dú       | Middle Ditch            | Canal Central                | jung dok 중독                    | chū toku?        | Trung độc        |
| VB-33 | 膝陽關  | Xiyangguan    | xī yáng guān   | Knee Yang Gate          | Barrera Yang de la Rodilla   | [seul] yang gwan [슬] 양관       | hiza no yō kan?  | (Tất) Dương quan |
| VB-34 | 陽陵泉  | Yanglingquan  | yáng líng quán | Yang Mound Spring       | Fuente de la Colina Yang     | yang neung cheon 양릉천          | yō ryō sen       | Dương lăng tuyền |
| VB-35 | 陽交    | Yangjiao      | yáng jiāo      | Yang Intersection       | Cruce de los Tres Yang       | yang gyo 양교                    | yō ko            | Dương giao       |
| VB-36 | 外丘    | Waiqiu        | wài qiū        | Outer Hill              | Colina Externa               | woe gu 외구                      | gai kyū          | Ngoại khâu       |
| VB-37 | 光明    | Guangming     | guāng míng     | Bright Light            | Claridad Luminosa            | gwang myeong 광명                | kō mei?          | Quang minh       |
| VB-38 | 陽輔    | Yangfu        | yáng fǔ        | Yang Assistance         | Depósito del Yang            | yang bo 양보                     | yō ho            | Dương phụ        |
| VB-39 | 懸鐘[d] | Xuanzhong     | xuán zhōng     | Suspended Bell          | Campana Suspendida           | hyeon jong 현종/jeol gol 절골    | ken shō          | Huyền chung      |
| VB-40 | 丘墟    | Qiuxu         | qiū xū         | Mound of Ruins          | Colina en Ruinas             | gu heo 구허                      | kyū kyo          | Khâu khư         |
| VB-41 | 足臨泣  | Zulinqi       | zú lín qì      | Foot Governor of Tears  | Descenso de las Lágrimas     | [jok] im eup [족] 임읍           | ashi no rin kyū  | Túc lâm khấp     |
| VB-42 | 地五會  | Diwuhui       | dì wǔ huì      | Earth Five Meetings     | Quinta Reunión Terrestre     | ji o hoe 지오회                  | chi go e(?)      | Địa ngũ hội      |
| VB-43 | 俠谿    | Xiaxi         | xiá xī         | Clamped Stream          | Corriente del Héroe          | hyeop gye 협계                   | kyō kei?         | Hiệp khê         |
| GB-44 | 足竅陰  | Zuqiaoyin     | zú qiào yīn    | Yin Portals of the Foot | Yin del Orificio del Pie     | [jok] gyu eum [족] 규음          | ashi no kyō in   | Túc khiếu âm     |

## Meridiano del Hígado
足厥阴肝经穴;足厥陰肝經
"Meridiano del Hígado Jueyin del Pie"
Abreviatura: H
| Punto | Nombre | Transcripción | Pinyin     | Inglés                 | Español                    | Coreano 한글         | Romaji         | Vietnamita   | Nombre Alternativo |
| ----- | ------ | ------------- | ---------- | ---------------------- | -------------------------- | -------------------- | -------------- | ------------ | ------------------ |
| H-1   | 大敦   | Dadun         | dà dūn     | Great and Thick        | Gran Solidez               | dae don 대돈         | tai ton        | Đại đôn      |                    |
| H-2   | 行間   | Xingjian      | xíng jiān  | Interval Pass          | Intervalo Activo           | haeng gan 행간       | kō kan         | Hành gian    |                    |
| H-3   | 太沖   | Taichong      | taì chōng  | Supreme Rush           | Asalto Supremo             | tae chung 태충       | tai shō        | Thái xung    |                    |
| H-4   | 中封   | Zhongfeng     | zhōng fēng | Middle Margin          | Sello Central              | jung bong 중봉       | chū hō         | Trung phong  |                    |
| H-5   | 蠡溝   | Ligou         | lǐ gōu     | Gnawed Channel         | Surco del Gusano           | yeo gu 여구          | rei kō         | Lãi câu      |                    |
| H-6   | 中都   | Zhongdu       | zhōng dū   | Central Capital        | Capital Central            | jung do 중도         | chū to         | Trung đô     |                    |
| H-7   | 膝關   | Xiguan        | xī guān    | Knee Pass              | Barrera de la Rodilla      | seul gwan 슬관       | shitsu kan     | Tất quan     |                    |
| H-8   | 曲泉   | Ququan        | qū quán    | Pool Spring            | Fuente de la Curva Sinuosa | gok cheon 곡천       | kyoku sen      | Khúc tuyền   |                    |
| H-9   | 陰包   | Yinbao        | yīn bāo    | Yin Wrapping           | Envoltura del Yin          | eum bo 음보          | im pō?         | Âm bao       |                    |
| LR-10 | 足五里 | Zuwuli        | zú wǔ li   | Foot Governor of Tears | Cinco Comarcas             | [jok] o ri [족] 오리 | ashi no go ri? | (Túc) Ngũ lý |                    |
| LR-11 | 陰廉   | Yinlian       | yīn lián   | Yin Side               | Límite del Yin             | eum yeom 음염        | in ren(?)      | Âm liêm      |                    |
| H-12  | 急脈   | Jimai         | jí mài     | Swift Pulse            | Pulso Rápido               | geum maek 금맥       | kyū myaku?     | Cấp mạch     |                    |
| H-13  | 章門   | Zhangmen      | zhāng mén  | Gate of the Ordering   | Portal Luminoso            | jang mun 장문        | shō mon        | Chương môn   |                    |
| H-14  | 期門   | Qimen         | qí mén     | Cyclic Gate            | Portal del Encuentro       | gi mun 기문          | ki mon         | Kỳ môn       |                    |

## Vaso Gobernador
督脉穴;督脈
"Meridiano Du Mai"
Abreviatura: DM
| Punto | Nombre      | Transcripción | Pinyin        | Inglés                | Español                          | Coreano한글              | Romaji           | Vietnamita            | Nombre Alternativo                        |
| ----- | ----------- | ------------- | ------------- | --------------------- | -------------------------------- | ------------------------ | ---------------- | --------------------- | ----------------------------------------- |
| DM-1  | 長強        | Changqiang    | cháng qiáng   | Long and Rigid        | Fuerza Larga                     | jang gang 장강           | chō kyō          | Trường cường          |                                           |
| DM-2  | 腰俞        | Yaoshu        | yāo shū       | Low Back Transporter  | Asentamiento Lumbar              | yo yu 요유               | yō yu?           | Yêu du                |                                           |
| DM-3  | 腰陽關      | Yaoyangquan   | yāo yáng guān | Low Back Yang Passage | Barrera Yang Lumbar              | [yo] yang gwan [요] 양관 | koshi no yo kan? | (Yêu) Dương quan      |                                           |
| DM-4  | 命門        | Mingmen       | mìng mén      | Life Gate             | Puerta de la Vida                | myeong mun 명문          | mei mon          | Mệnh môn              |                                           |
| DM-5  | 懸樞        | Xuanshu       | xuán shū      | Suspended Pivot       | Pilar Suspendido                 | hyeon chu 현추           | ken sū?          | Huyền khu             |                                           |
| DM-6  | 脊中        | Jizhong       | jì zhōng      | Middle of the Spine   | En el Centro de la Columna       | cheok jung 척중          | seki chū?        | Tích trung            |                                           |
| DM-7  | 中樞        | Zhongshu      | zhōng shū     | Central Pivot         | Eje Central                      | jung chu 중추            | chū sū?          | Trung khu             |                                           |
| DM-8  | 筋縮        | Jinsuo        | jīn suō       | Muscle Spasm          | Fuerza Contraída                 | geun chuk 근축           | kin shuku(?)     | Cân súc               |                                           |
| DM-9  | 至陽        | Zhiyang       | zhì yáng      | Reaching Yang         | Llegada del Yang                 | ji yang 지양             | shi yō?          | Chí dương             |                                           |
| DM-10 | 靈台        | Lingtai       | líng tái      | Spirit Platform       | Plataforma del Espíritu          | yeong dae 영대           | rei dai(?)       | Linh đài              |                                           |
| DM-11 | 神道        | Shendao       | shén dào      | Way of the Spirit     | Ruta Divina                      | sin do 신도              | shin dō          | Thần đạo              |                                           |
| DM-12 | 身柱        | Shenzhu       | shēn zhù      | Body Pillar           | Existencia Sostenida             | sin ju 신주              | shin chū         | Thân trụ              |                                           |
| DM-13 | 陶道        | Taodao        | táo dào       | Way of the Pot        | Vía de Mutación                  | do do 도도               | tō dō?           | Đào đạo               |                                           |
| DM-14 | 大椎        | Dazhui        | dà zhuī       | Great Vertebra        | Gran Vértebra                    | dae chu 대추             | dai tsui         | Đại chùy              |                                           |
| DM-15 | 瘂門 (啞門) | Yamen         | yǎ mén        | Mutism Gate           | Puerta del Mutismo               | a mun 아문               | a mon            | Á môn                 |                                           |
| DM-16 | 風府        | Fengfu        | fēng fǔ       | Wind Palace           | Mansión del Viento               | pung bu 풍부             | fū fu            | Phong phủ             |                                           |
| DM-17 | 腦戶        | Naohu         | nǎo hù        | Brain Door            | Puerta del Cerebro               | noe ho 뇌호              | nō ko?           | Não hộ                |                                           |
| DM-18 | 強間        | Qiangjian     | qiáng jiān    | Rigid Space           | Espacio Fuerte                   | gang gan 강간            | kyō kan?         | Cường gian            |                                           |
| DM-19 | 後頂        | Houding       | hòu dǐng      | Back Vertex           | Coronilla Posterior              | hu jeong 후정            | go chō?          | Hậu đính              |                                           |
| DM-20 | 百會        | Baihui        | bǎi huì       | One Hundred Meetings  | Cien Reuniones                   | baek hoe 백회            | hyaku e          | Bách hội              |                                           |
| DM-21 | 前頂        | Qianding      | qián dǐng     | Front Vertex          | Coronilla Anterior               | jeon jeong 전정          | zen chō?         | Tiền đính             |                                           |
| DM-22 | 囟會        | Xinhui        | xìn huì       | Fontanelle Meeting    | Reunión de la Fontanela          | sin hoe 신회             | shin e(?)        | Tín hội               |                                           |
| DM-23 | 上星        | Shangxing     | shàng xīng    | Upper Star            | Estrella Superior                | sang seong 상성          | jō sei?          | Thượng tinh           |                                           |
| DM-24 | 神庭        | Shenting      | shén tíng     | Spirit Courtyard      | Pario del Espíritu               | sin jeong 신정           | shin tei         | Thần đình             |                                           |
| DM-25 | 素髎        | Suliao        | sù liáo       | Plain Space           | Hueso Simple                     | so ryo 소료              | so ryō?          | Tố liêu               |                                           |
| DM-26 | 人中        | Renzhong      | rén zhōng     | Middle of the Person  | Centro del Hombre. Ruta del Agua | in jung 인중/su gu 수구  | jin chu          | Nhân trung (Thủy câu) | 水溝 Shuǐ gōu [Water Pit - Ruta del Agua] |
| DM-27 | 兌端        | Duiduan       | duì duān      | End Exchange          | Umbral de la Transición          | tae don 태단             | da tan(?)        | Đoài đoan             |                                           |
| DM-28 | 齦交        | Yinjiao       | yín jiāo      | Gum Union             | Cruce del Yin                    | eun gyo 은교             | gin kō           | Ngân giao             |                                           |

## Vaso Concepción
任脉穴; 任脈 
Ren Mae, Vaso Concepción
Abreviatura: RM
| Punto | Nombre | Transcripción | Pinyin                    | Inglés              | Español                  | Coreano한글     | Romaji        | Vietnamita  | Nombre Alternativo |
| ----- | ------ | ------------- | ------------------------- | ------------------- | ------------------------ | --------------- | ------------- | ----------- | ------------------ |
| RM-1  | 會陰   | Huiyin        | huì yīn                   | Yin Meeting         | Reunión del Yin          | hoe eum 회음    | e in          | Hội âm      |                    |
| RM-2  | 曲骨   | Qugu          | qū gǔ                     | Crooked Bone        | Hueso Curvo              | gok gol 곡골    | kyok kotsu?   | Khúc cốt    |                    |
| RM-3  | 中極   | Zhongji       | zhōng jí                  | Middle Extremity    | El Centro más Elevado    | jung geuk 중극  | chū kyoku?    | Trung cực   |                    |
| RM-4  | 關元   | Guanyuan      | guān yuán                 | Origin Pass         | Barrera del Origen       | gwan won 관원   | kan gen       | Quan nguyên |                    |
| RM-5  | 石門   | Shimen        | shí mén                   | Stone Gate          | Puerta de Piedra         | seong mun 석문  | seki mon(?)   | Thạch môn   |                    |
| RM-6  | 氣海   | Qihai         | qì hǎi                    | Sea of Qi           | Mar del Qi               | gi hae 기해     | ki kai        | Khí hải     |                    |
| RM-7  | 陰交   | Yinjiao       | yīn jiāo                  | Yin Intersection    | Cruce de los Yin         | eum gyo 음교    | in kō         | Âm giao     |                    |
| RM-8  | 神闕   | Shenque       | shén què                  | Spirit Palace       | Palacio de los Espíritus | sin gwol 신궐   | shin ketsu(?) | Thần khuyết |                    |
| RM-9  | 水分   | Shuifen       | shuǐ fēn                  | Water Division      | División de las Aguas    | su bun 수분     | sui bun(?)    | Thủy phân   |                    |
| RM-10 | 下脘   | Xiawan        | xià wǎn [or xià guǎn]     | Lower Epigastrium   | Granero Inferior         | ha wan 하완     | ge kan        | Hạ quản     |                    |
| RM-11 | 建里   | Jianli        | jiàn lǐ                   | Internal Foundation | Construcción Interna     | geol li 건리    | ken ri(?)     | Kiến lý     | 健裡 jiàn lǐ       |
| RM-12 | 中脘   | Zhongwan      | zhōng wǎn [or zhōng guǎn] | Middle Epigastrium  | Granero Central          | jung wan 중완   | chū kan       | Trung quản  |                    |
| RM-13 | 上脘   | Shangwan      | shàng wǎn [or shàng guǎn] | Upper Epigastrium   | Granero Superior         | sang wan 상완   | jo kan        | Thượng quản |                    |
| RM-14 | 巨闕   | Juque         | jù què                    | Great Palace        | Gran Puerta del Palacio  | geo gwol 거궐   | ko ketsu(?)   | Cự khuyết   |                    |
| RM-15 | 鳩尾   | Jiuwei        | jiū wěi                   | Bird Tail           | Cola de Paloma           | gu mi 구미      | kyū bi?       | Cưu vĩ      |                    |
| RM-16 | 中庭   | Zhongting     | zhōng tíng                | Central Courtyard   | Pario Central            | jung jeong 중정 | chū tei?      | Trung đình  |                    |
| RM-17 | 膻中   | Shanzhong     | shān zhōng                | Middle of the Chest | Centro del Pecho         | dan jung 단중   | dan chū       | Đản trung   |                    |
| RM-18 | 玉堂   | Yutang        | yù táng                   | Jade Hall           | Salón de Jade            | ok dang 옥당    | gyoku dō?     | Ngọc đường  |                    |
| RM-19 | 紫宮   | Zigong        | zǐ gōng                   | Violet Palace       | Palacio Púrpura          | ja gung 자궁    | shi kyū?      | Tử cung     |                    |
| RM-20 | 華蓋   | Huagai        | huá gài                   | Splendid Cover      | Cúpula Florida           | hwa gae 화개    | ko gai?       | Hoa cái     | ka gai             |
| RM-21 | 璇璣   | Xuanji        | xuán jī                   | Jade Rotator        | Pivote de Jade           | seon gi 선기    | sen ki        | Toàn cơ     |                    |
| RM-22 | 天突   | Tiantu        | tiān tū                   | Heaven Projection   | Proyección Celestial     | cheon dol 천돌  | ten totsu     | Thiên đột   |                    |
| RM-23 | 廉泉   | Lianquan      | lián quán                 | Lateral Spring      | Fuente de la Honradez    | yeom cheon 염천 | ren sen       | Liêm tuyền  |                    |
| RM-24 | 承漿   | Chengjiang    | chéng jiāng               | Saliva Container    | Receptáculo de la Saliva | seung jang 승장 | shō shō       | Thừa tương  |                    |